# Ian Fleming
Pour les articles homonymes, voir Fleming et Ian Fleming (homonymie).
Œuvres principales
Série des James Bond, Chitty-Chitty-Bang-Bang
Ian Fleming /ˈiːən ˈflɛmɪŋ/, né le 28 mai 1908 à Londres (Angleterre) dans le quartier de Mayfair et mort le 12 août 1964 à Canterbury (Kent), est un romancier d'espionnage britannique, journaliste, et officier du renseignement naval, connu principalement pour avoir été l'auteur de la série de romans d’espionnage James Bond.
C'est lui qui a créé le célèbre espion anglais en se basant sur le nom d'un ornithologue. Fleming venait d’une famille riche liée à la banque d’affaires Robert Fleming & Co. Son père fut député de Henley de 1910 jusqu’à sa mort sur le front occidental en 1917. Après des études à Eton, Sandhurst et aux universités de Munich et de Genève, Ian Fleming a occupé un certain nombre d’emplois avant de commencer à écrire.
Tout en travaillant pour la division Naval Intelligence de la Grande-Bretagne pendant la Seconde Guerre mondiale, Fleming a pris part à la planification de l'Operation Goldeneye et à la supervision de deux unités de renseignement. Son service durant la guerre, ainsi que l'expérience du métier de journaliste, ont largement contribué à la création de l’environnement du personnage de James Bond.
Ian Fleming a écrit son premier James Bond, Casino Royale, en 1952. Ce fut un tel succès que trois tirages furent nécessaires pour faire face à la demande. Onze romans de Bond, ainsi que deux recueils de nouvelles ont suivi de 1953 à 1966. Les romans évoquent James Bond, un officier du Secret Intelligence Service, communément appelé MI6. Bond est également connu par son matricule 007. Il est commandant dans la Royal Naval Reserve. Les histoires de 007 se classent parmi les livres de fiction les plus vendus de tous les temps, et leurs adaptations cinématographiques connaissent un grand succès encore aujourd'hui. En effet, ils ont été vendus à plus de 100 millions d’exemplaires. Fleming a également écrit l’histoire pour enfants Chitty-Chitty-Bang-Bang et deux œuvres de non-fiction. En 2008, The Times a classé Fleming quatorzième sur sa liste des 50 plus grands écrivains britanniques depuis 1945. En 2002, la maison d'édition Ian Fleming Publications annonce la création du prix CWA Ian Fleming Steel Dagger, décerné par la Crime Writers' Association au meilleur roman issu des genres thriller, adventure ou espionnage publié au Royaume-Uni.
Grand séducteur, gros buveur, gros fumeur, le père de James Bond souffrait également d’une maladie cardiaque ; il est décédé en 1964, âgé de 56 ans, d’un infarctus du myocarde. Deux de ses livres ont été publiés à titre posthume. Depuis son décès, d’autres auteurs ont repris le personnage.

## Biographie

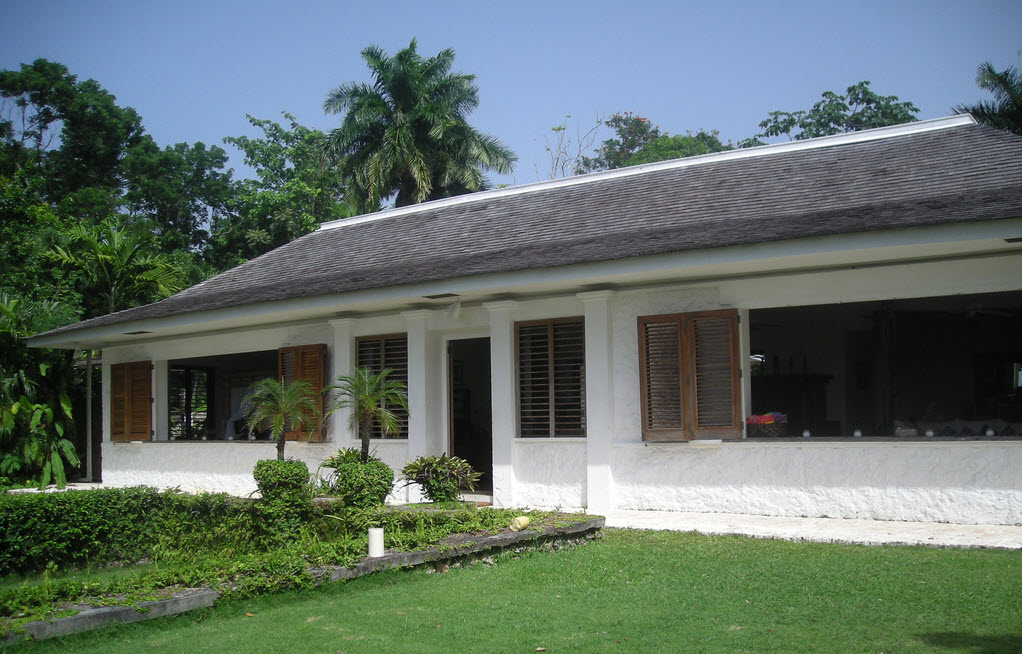
La villa Goldeneye (Jamaïque) où Ian Fleming écrivit tous ses romans de James Bond entre 1946 et 1964.

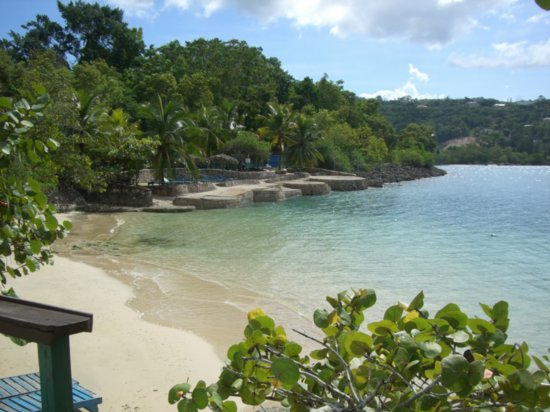
Plage James Bond de la villa Goldeneye (Jamaïque)

Le vice-amiral John Henry Godfrey qui inspira à Ian Fleming le personnage de M, directeur du MI6.

### Années de formation
Issu d'une famille de riches banquiers de la haute société, d'origine écossaise, il naît à Mayfair, un quartier de Londres, d'Evelyn St. Croix et de Valentine Fleming, député conservateur, tué sur le front français en mai 1917.
En septembre 1921, Ian entre à Eton College, dans l'ombre de son frère aîné, Peter Fleming, né presque exactement un an avant lui et qui brille dans tout ce qu'il entreprend. Adolescent rebelle, Ian, pour sa part, n'excelle qu'en athlétisme. En 1925, alors qu'il lui restait quatre trimestres pour obtenir son diplôme, sa mère le retire d'Eton et l'inscrit à l'Académie royale militaire de Sandhurst, où il a beaucoup de mal à s'adapter à la sévère discipline de l'établissement. Ayant attrapé une gonorrhée, il quitte Sandhurst et est envoyé par sa mère à la villa Tennerhof de Kitzbühel. Cette école expérimentale en Autriche tenue par le couple A. E. Forbes Dennis et Phyllis Bottome aidait des adolescents issus de la haute société britannique à trouver leur voie. Là, Ian étudie l'allemand en vue d'une carrière diplomatique. Surtout, grâce à sa connaissance de la théorie psychologique d'Alfred Adler, le couple Forbes aide le jeune homme à surmonter son complexe d'infériorité envers son frère Peter et à se donner un but dans la vie, tout en l'encourageant à explorer l'écriture et à contrôler son intense besoin de séduire des femmes.
En mai 1928, il passe avec succès une entrevue au comité de sélection du personnel diplomatique et est incité à se préparer pour l'examen d'entrée de l'automne 1931. À cette fin, sur les conseils de Forbes Dennis, Ian s'inscrit à l'université de Munich à l'automne 1928 puis à une école d'été en France en 1929. Il se rend ensuite à l'Université de Genève, où il aurait fréquenté la section d'anthropologie. Il lit beaucoup en français et en allemand tout en apprenant le russe avec un émigré. En 1930, il obtient un poste à la Section de coopération internationale de la Société des Nations, dont le comité comprenait notamment Henri Bergson, Marie Curie et Albert Einstein. Après seulement dix semaines de travail à ce poste, Ian abandonne pour reprendre ses études, complètement désillusionné de la bureaucratie des organismes internationaux. Fiancé depuis 1930 à Monique Panchaud de Bottens, originaire d'un village proche de Genève, Ian la présente à sa mère ; celle-ci lui fait un accueil glacial et fait tout en son pouvoir pour empêcher un mariage, si bien que Ian sera finalement confronté à une douloureuse rupture en octobre 1933.

### Journaliste chez Reuters
Après son échec à l'examen d'entrée au Foreign Office, en 1931, Ian obtient un emploi de journaliste chez Reuters. Il y travaillera plus de deux ans et évoquera cette période comme « the most exciting time of my life », où il apprendra plus que dans ses études antérieures. Son travail de rédacteur couvrait un large éventail de nouvelles : sport, courses automobiles, monde des affaires et de la politique, avis de décès, etc. Il s'agissait de rédiger avec le maximum de concision possible, de façon percutante et avec une absolue précision. En 1933, Reuters l'envoie à Moscou pour couvrir le procès de six dirigeants de la compagnie britannique Metropolitan-Vickers accusés — précisément alors qu'une terrible famine dévastait le pays — d'avoir saboté leurs turbines et même plusieurs centrales électriques. Cet épisode met le jeune homme en contact direct avec la réalité stalinienne et fournit au futur romancier une documentation de première main sur les personnages de vilains auxquels se heurtera son héros fictionnel. Il essaie d'obtenir une entrevue avec Staline, mais sans succès — tout comme ce le sera avec Adolf Hitler quelques mois plus tard. À son retour à Londres, il est invité à communiquer à un groupe de responsables du Foreign office ses impressions de l'URSS.

### Dans la City
Il quitte Reuters après un peu plus de deux ans. En dépit du fait qu'il adorait son travail, il ne pouvait pas résister à l'offre qui lui était faite de devenir partenaire dans une banque : la perspective de revenus bien supérieurs était à même de lui assurer des séjours de ski et une vie dorée au sein de la City. En même temps, il investit en 1935 dans le Book Collector, une collection de livres luxueusement reliés retenus pour avoir marqué une avancée significative dans le progrès de l'humanité.

### Guerre 1939-1945
En 1939, à la veille de la guerre, John Godfrey, nommé directeur du Department of Naval Intelligence (en) (DNI) de la Royal Navy, recherche un aide de camp. Après d'amples consultations, il lui apparaît que Fleming a le profil idéal, par sa maîtrise de l'allemand et du français, sa connaissance de l'URSS, son expérience de la vie militaire et surtout ses précieux contacts dans le monde de la finance. Très vite, Ian deviendra pour lui le fils qu'il n'a jamais eu tandis que le futur romancier s'inspirera de lui pour créer 'M', le patron de James Bond. Engagé d'abord comme lieutenant, Fleming devient commandant, puis aide de camp. Pour Ian, c'est le bonheur car il se sent parfaitement à sa place dans ce haut-lieu du renseignement en temps de guerre, où on lui demande de mettre au point des méthodes d'espionnage inédites et de travestir les plans réels des opérations alliées — en faisant preuve parfois d'une imagination délirante. Investi de la totale confiance de Godfrey, Ian Fleming se rend en France au tout début de la guerre pour tenter de convaincre l'amiral François Darlan de placer la marine française en sûreté dans les eaux britanniques, mais en vain car ce dernier rallie le régime de Vichy. En 1941, il rencontre le général de Gaulle qui demande une plus étroite collaboration dans les opérations menées en France. Avec le chef espion canadien William Stephenson, qui deviendra son ami, il contribue à jeter les bases de l'Office of Strategic Services (OSS), préfiguration de la CIA. Durant six ans, il joue un rôle central de liaison entre le DNI, le Secret Intelligence Service (SIS), le Special Operations Executive (SOE), Bletchley Park et Winston Churchill, prenant une part active à la mise au point des opérations les plus secrètes. Alors que son frère Peter a mis sur pied des camps d'entraînement de commandos en Angleterre, sur le modèle de l'Abwehr, Ian fait la même chose au Camp X situé à Oshawa, près de Toronto. Dès septembre 1940, visant à s'emparer des codes de la machine Enigma de la Kriegsmarine, il conçoit l'opération Ruthless au cours de laquelle il se déguiserait en un soldat de la Luftwaffe tombé à l'eau et qui se ferait capturer par un bateau allemand. Mais l'opération est annulée pour des raisons logistiques. Il met alors sur pied au début de l'année 1941 le commando Special Engineering Unit ou 30 Assault Unit (30AU). Formé de 24 hommes en 1942, le commando, identifié par un uniforme spécial, compte 450 personnes en 1945, chacun de ses membres étant recruté en fonction d'un talent particulier — tel un cambrioleur qui était le seul à avoir réussi à s'échapper deux fois de la prison de Peterhead —. Divisés en petites unités de six ou huit personnes, et solidement entraînés, ils étaient déployés à travers divers pays d'Europe, d'Afrique du Nord et du Proche-Orient. Ian insiste aussi pour que les membres du commando lisent des romans d'espionnage et établit une liste de livres sur des opérations dans divers contextes géographiques. Il assiste à la désastreuse Opération de Dieppe et dirige son commando lors de l'Opération Torch à Alger — au cours de laquelle est saisie une machine Enigma modifiée —, ainsi que lors de l'Opération Husky. En juillet 1944, les rapports avec ses hommes sont assez tendus lorsqu'il se rend en Normandie pour restaurer la discipline dans un commando où plusieurs étaient morts au combat. En octobre, il perd le contrôle des unités 30AU et entreprend de visiter les missions britanniques à travers l'empire afin de mieux organiser le travail de collecte d'informations. Il est de retour à son bureau de Londres en février 1945. Lorsque Hitler est sur le point de perdre la guerre, Ian veille à prendre possession de tous les dossiers secrets avant que les Russes ne s'en emparent ou qu'ils ne soient détruits.
Fleming ne put jamais parler de ses activités car un espion était tenu à un secret absolu, même longtemps après la fin des opérations et il était intraitable sur ce point avec ses subordonnés. Il y reviendra toutefois sous une forme romanesque dans son recueil posthume Octopussy and the Living Daylights ou Meilleurs Vœux de la Jamaïque (1966) dans lequel Bond est à la recherche du trésor nazi enfoui dans les montagnes du Tyrol, près de Kitzbühel.

### Retour au journalisme
Après la guerre, Fleming intègre le groupe de presse de Lord Kemsley, qui compte sur ses talents d'organisation et son leadership pour diriger le service des affaires étrangères de sa chaîne de journaux, notamment le Sunday Times. En plus d'un salaire confortable, il obtient de son patron deux mois de vacances qu'il passe chaque hiver à Goldeneye (Oracabessa) sa propriété en Jamaïque —  où il donnera naissance à ses romans à partir de 1952. Au Sunday Times, il voit dans son important réseau de correspondants étrangers (88 personnes en 1950) un prolongement du travail de renseignement qu'il faisait pour le DNI durant la guerre. Il continue aussi à suivre chaque année deux semaines de stage de mise à niveau à la RNVR. À partir de 1953, Fleming signe une chronique dans le Sunday Times sous le pseudonyme Atticus.
Sa relation avec son patron change lorsque ce dernier apprend, en 1949, que son protégé a une relation depuis plusieurs années avec la femme de son associé. Ann Charteris, qui avait déjà eu deux enfants d'un précédent mariage, Raymond (18 ans) et Fionn O'Neill (15 ans), avait épousé en 1946 Lord Rothermere, propriétaire du Daily Mail. En 1951, ce dernier obtient le divorce et Ann épouse Ian le 24 mars 1952. Ann avait déjà eu un enfant de Ian, à l'insu de son mari, en 1948, mais le bébé était mort le jour de sa naissance. Elle aura un autre enfant avec Ian, Caspar, né le 12 août 1952 et mort suicidé en 1975 (bipolaire, il avait fait six tentatives de suicide).

### Le créateur de Bond
L'expérience intime que Ian Fleming a des services secrets et des opérations qu'il a menées durant la guerre permet à l'écrivain de dresser l'arrière-plan de ses romans d'espionnage. Selon un de ses biographes, la défection en 1951 de Guy Burgess et Donald Maclean — deux agents des services secrets britanniques — a constitué un véritable traumatisme pour la société britannique et dégradé l'image du SIS dans l'opinion publique, ce qui aurait incité Fleming à créer sa série romanesque afin de réparer les dommages. Venant de se marier après bien des hésitations, il crée un héros expert en espionnage comme il le fut lui-même durant la guerre et qui est radicalement opposé à l'idée du mariage, préférant accumuler les conquêtes féminines comme Ian avait lui-même eu coutume de le faire.
Son frère aîné, Peter Fleming, lieutenant-colonel, explorateur et écrivain connu, qui publie en 1951 The sixth column. A singular tale of our times, lui inspire le défi de faire mieux. Ian choisit son intrigue dans sa propre expérience de la conduite des opérations au DNI durant la guerre. Il construit son héros sur le modèle de ceux de Raymond Chandler, Dashiell Hammett, Peter Cheney et Mickey Spillane, en s'inspirant aussi de sa propre personnalité. Fleming a volontiers laissé croire à plusieurs de ses amis qu'ils avaient servi de modèle pour le personnage de James Bond, si bien que la liste de modèles compte des dizaines de noms, notamment : William Stephenson; Wilfred Dunderdale, un espion du MI6; Richard Sorge, un espion soviétique d'origine allemande dont les exploits fascinaient Ian; Dušan « Duško » Popov, un agent double (anglais-allemand), ou triple selon certains, qui a surtout travaillé en Europe et qu'il a rencontré à l’hôtel Palacio à Lisbonne pendant la Seconde Guerre mondiale. James Bond est assurément un mélange de traits empruntés à diverses personnes, mais aussi à son frère Peter et à Ian lui-même. Le nom « James Bond » est aussi le nom d'un célèbre ornithologue de Philadelphie dont Ian avait le livre sous les yeux lorsqu'il a nommé son héros. Il le rencontrera vers la fin de sa vie et se fera pardonner de lui avoir volé son identité.
Ian Fleming se met à écrire Casino Royale vers la mi-février 1952 dans son refuge de Goldeneye en Jamaïque, tapant sur sa machine quelque 2 000 mots par jour durant cinq ou six semaines. De retour en Angleterre, il retravaille le manuscrit et le soumet en juillet à son éditeur — qui le lit jusqu'au milieu de la nuit tant il est accroché par l'histoire tout en étant révulsé par la violence de certaines scènes. L'ouvrage est publié en avril 1953. Ian choisit la typographie et le graphisme de la couverture, car il estime qu'une couverture attirante est très importante pour la vente, ainsi qu'il l'a confié à Georges Simenon.
En dépit de l'importante promotion qu'il fait de son livre, les ventes sont assez modestes pour les quatre premiers titres. La situation change lors de la crise du canal de Suez qui éclate dans la première semaine de novembre 1956. Le Premier ministre Anthony Eden, étant en très mauvaise santé, choisit de rendre à Goldeneye pour se reposer, alors qu'il n'y avait même pas le téléphone. Cette visite fortement médiatisée fournit une immense publicité à Ian Fleming. Quelques mois plus tard, Bons Baisers de Russie (avril 1957) devient un best-seller en Grande-Bretagne. Il commence à être apprécié par la critique, d'autant plus que ses livres sont interdits en Irlande et en Afrique du Sud.
Le couronnement, toutefois, viendra en mars 1960, quand Fleming rencontre John Kennedy, alors sénateur, qui était un fan de ses livres. Peu après cette rencontre, l'incident de l'U-2 révèle au public la réalité de l'espionnage, ce qui élève dans l'opinion publique son statut d'expert. La série des James Bond devient dès lors populaire dans les plus hauts cercles de l'administration américaine au point où Allen Dulles, évoquant en 1963 la crise des missiles de Cuba, estime en public que la CIA aurait besoin d'une demi-douzaine de James Bond — dont la license to kill s'accordait parfaitement avec le pragmatisme américain.
Ce succès est toutefois obscurci par la poursuite pour plagiat intentée par Kevin McClory qui, en 1958, avait convaincu Ian et son ami le producteur Ivar Bryce de lui confier la réalisation d'un film tiré d'un livre de la série. Ils s'étaient mis d'accord sur un projet de film intitulé Thunderball mettant en scène le célèbre espion. À partir de notes fournies par Ian, le scénariste Jack Whittingham réalise un scénario du film. En même temps, afin de servir de publicité au film, McClory persuade Ian d'écrire Thunderball, un roman sur le même sujet, ce que fait Ian au début de l'année 1960. L'écrivain omet toutefois de mentionner dans le livre l'apport de Wittingham et McClory à l'intrigue. Avec l'explosion du succès, McClory poursuit Ian et finira par obtenir une somme exorbitante pour ses droits sur le scénario.
En juin 1961, Ian vend les droits sur sa série à la compagnie EON Productions. Craignant une action de McClory sur Thunderball, la compagnie choisit comme premier film le scénario de James Bond 007 contre Dr No, qui date de 1958. Le film sort en 1962 et est un énorme succès.
Dès lors, les livres deviennent des best-sellers et Casino Royale atteindra le million d'exemplaires vendus en 1964. Ian Fleming est alors devenu un auteur bien plus célèbre que son frère Peter, même s'il regrette que les thrillers qu'il réussit à écrire ne soient pas dans la même ligue que les ouvrages de Thomas Mann ou de James Joyce, qu'il admirait beaucoup.
Outre douze romans et neuf nouvelles mettant en scène l'agent 007, Fleming écrivit aussi des romans pour enfants comme Chitty-Chitty-Bang-Bang.
En 1962, Fleming propose son cousin, l'acteur Christopher Lee, pour jouer le rôle du Dr. No, le méchant du premier film. Le rôle revient finalement à Joseph Wiseman, mais Christopher Lee obtient quelques années plus tard le rôle de Francisco Scaramanga, dans L'Homme au pistolet d'or (The Man with the Golden Gun).
Ian Fleming meurt en août 1964 d'une crise cardiaque à Cantorbéry et est enterré à Sevenhampton (en), près de Swindon, où reposent également sa femme, Ann Geraldine Mary Fleming (1913–1981), et leur fils unique, Caspar Robert Fleming (1952–1975).

## Publications

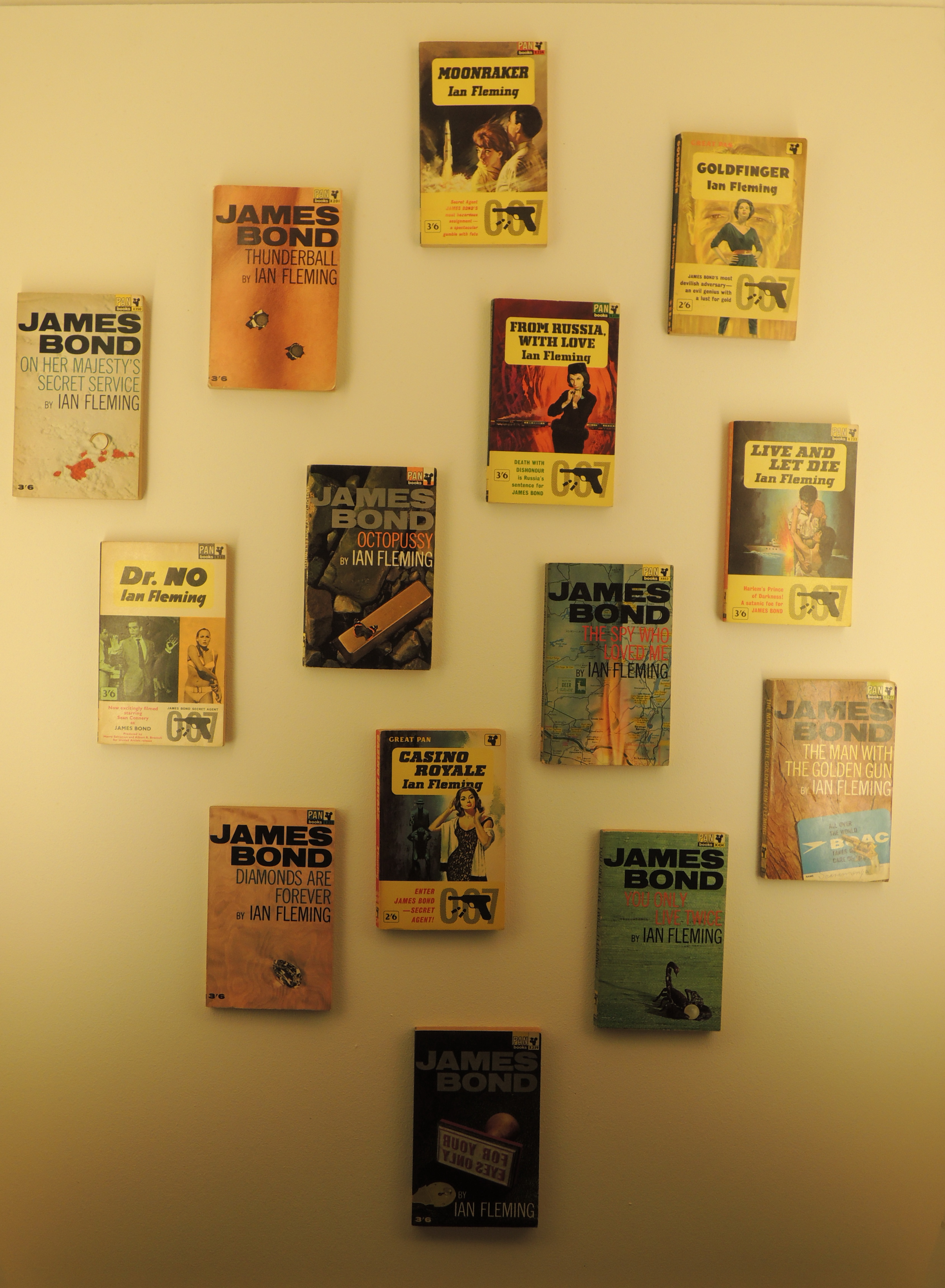
Couvertures de divers romans de Ian Fleming publiés chez '.

Ian Fleming a écrit quatorze volumes des aventures de James Bond qui ont toutes été portées au grand écran. Après sa mort, la maison d'édition familiale Ian Fleming Publications recruta des auteurs britanniques pour écrire 29 autres romans de la série James Bond.
Les traductions proposées par les Presses internationales, Plon et Bragelonne, sont différentes.
- 1953 : Casino Royale (Espions, faites vos jeux) [Presses Internationales, 1960] réédité chez Plon en 1964 sous le titre Casino Royal et chez Bragelonne en 2006 sous le titre Casino Royale
- 1954 : Live and Let Die (Vivre et laisser mourir) [Presses Internationales, 1959] sous le titre Requins et services secrets, réédité chez Plon en 1964 sous le titre Vivre et laisser mourir et chez Bragelonne en 2007 sous le même titre
- 1955 : Moonraker (Entourloupe dans l'azimut) [Gallimard, 1958] réédité chez Gallimard en 2002 sous le titre Moonraker et chez Bragelonne en 2008 sous le même titre
- 1956 : Diamonds Are Forever (Les diamants sont éternels) [Gallimard, 1957] sous le titre Chauds les glaçons !, réédité chez Gallimard en 1973 sous le titre Les diamants sont éternels et chez Bragelonne en 2010 sous le même titre
- 1957 : From Russia With Love (Bons Baisers de Russie) [Presses Internationales 1960] sous le titre Échec à l'Orient-Express, réédité chez Plon en 1964 sous le titre Bons baisers de Russie
- 1958 : Dr. No (James Bond contre Dr No) [Presses Internationales 1960] sous le titre Docteur No, réédité chez Plon en 1964 sous le titre James Bond contre Dr No
- 1959 : Goldfinger (Opération Chloroforme) [Presses Internationales 1960] réédité chez Plon en 1964 sous le titre Goldfinger
- 1960 : For Your Eyes Only (Bons Baisers de Paris) [Presses Internationales 1961] sous le titre James Bond en danger, réédité chez Plon en 1964 sous le titre Bons baisers de Paris
- 1961 : Thunderball (Opération Tonnerre) [Plon, 1962]
- 1962 : The Spy Who Loved Me (Motel 007) [Plon, 1966]
- 1963 : On Her Majesty's Secret Service (Au service secret de Sa Majesté) [Plon, 1965]
- 1964 : You Only Live Twice (On ne vit que deux fois) [Plon, 1965]
- 1965 : The Man With The Golden Gun (L'Homme au pistolet d'or) [Plon, 1965]
- 1966 : Octopussy and the Living Daylights (Meilleurs Vœux de la Jamaïque) [Plon, 1966]

### Livre pour enfant
- Chitty-Chitty-Bang-Bang (Chitty-Chitty-Bang-Bang: The Magical Car, 1964)

### Autres
- Les Contrebandiers de diamants (Plon, 1966)
- Des villes pour James Bond (Plon, 1965 ; Thrilling Cities (en) (1963) ; l'édition américaine contient la nouvelle 007 in New York)

## Nouvelles éditions censurées
En 2023, les romans d'espionnage de Ian Fleming sont scrupuleusement corrigés par des « sensitivity readers », relecteurs chargés « de débusquer les termes susceptibles de choquer le lectorat moderne. » Selon le quotidien anglais The Telegraph, « les censeurs sensibles ont eu la main lourde. » Réalisé pour la maison d'édition britannique Ian Fleming Publications, le « caviardage de l'œuvre de Ian Fleming » concernerait des passages à caractère raciste autour de personnages africains et afro-américains : toutes les occurrences du mot « nègre » ont ainsi été supprimées. Des passages de Vivre et laisser mourir ont été ôtés du nouveau texte. Un « barman noir » devient « barman », un « gangster noir » est réécrit en « gangster ». Selon le Telegraph, néanmoins aucun des propos racistes qui touchent les autres personnes de couleur, comme les Asiatiques, n'a été retouché, ni pour ce qui concerne les remarques homophobes.

## Dans la fiction
Le personnage de Ian Fleming apparaît dans plusieurs fictions :
- La mini-série TV Fleming : L'Homme qui voulait être James Bond, interprété par Dominic Cooper ;
- L'épisode 4 de la saison 1 de la série Timeless, interprété par Sean Maguire ;
- Le film La Ruse, interprété par Johnny Flynn;
- Le film Le Ministère de la Sale Guerre, interprété par Freddie Fox.